# NGC 2781
NGC 2781 est une galaxie lenticulaire située dans la constellation de l'Hydre. NGC 2781 a été découverte par l'astronome germano-britannique William Herschel en 1785.

## Caractéristiques
Sa vitesse par rapport au fond diffus cosmologique est de 2 372 ± 23 km/s, ce qui correspond à une distance de Hubble de 35,0 ± 2,5 Mpc (∼114 millions d'al).
À ce jour, neuf mesures non basées sur le décalage vers le rouge (redshift) donnent une distance de 19,861 ± 7,115 Mpc (∼64,8 millions d'al), ce qui est nettement à l'extérieur des valeurs de la distance de Hubble. Notons cependant que c'est avec la valeur moyenne des mesures indépendantes, lorsqu'elles existent, que la base de données NASA/IPAC calcule le diamètre d'une galaxie et qu'en conséquence le diamètre de NGC 2781 pourrait être d'environ 35,6 kpc (∼116 000 al) si on utilisait la distance de Hubble pour le calculer.
Cette galaxie présente une large raie HI.

## Groupe de NGC 2781
NGC 2781 est le principal membre d'un petit groupe de galaxies qui porte son nom. Le groupe de NGC 2781 comprend les galaxies NGC 2763 et MCG -2-24-1. Selon une étude publiée par A.M. Garcia en 1993, ce groupe comprend aussi la galaxie MCG -2-24-3.